# Ижина
Ижина — река в Устюженском районе Вологодской области России, правый приток Мологи.
Начинается возле урочища Окунево, в 2 км к югу от деревни Большой Осиновик Никифоровского сельского поселения. Течёт на север, через 3 км поворачивает на запад и течёт по границе с Устюженским сельским поселением. На территории Залесского сельского поселения отклоняется к северу, у деревни Давыдовское пересекает автодорогу Р8. Впадает в Мологу в 83 км от её устья, на территории Устюжны. Длина реки составляет 43 км, площадь водосборного бассейна — 345 км².
Притоки (от истока к устью): левые — Талец, Тверстяник, Белая, Тресна, Торная или Большой Турной, правый — Крупица.
Населённые пункты на берегах: Чупрово (напротив устья Белой), Балахтимерево (напротив устья Тресны), Давыдовское, Хрипелево, Зайцево.

## Данные водного реестра
По данным государственного водного реестра России относится к Верхневолжскому бассейновому округу, водохозяйственный участок реки — Молога от истока и до устья, речной подбассейн реки — Реки бассейна Рыбинского водохранилища. Речной бассейн реки — (Верхняя) Волга до Куйбышевского водохранилища (без бассейна Оки).
Код объекта в государственном водном реестре — 08010200112110000006641.